# (125076) Michelmayor
(125076) Michelmayor ist ein Asteroid des inneren Hauptgürtels, der vom Schweizer Physiklehrer und Amateurastronomen Michel Ory am Jura-Observatorium (IAU-Code 185) in Vicques im Kanton Jura am 19. Oktober 2001 entdeckt wurde. Ory war Direktor des Observatoriums.
Mittlere Sonnenentfernung (große Halbachse), Exzentrizität und Neigung der Bahnebene des Asteroiden entsprechen im weiteren Sinne der Vesta-Familie, einer großen Gruppe von Asteroiden, benannt nach (4) Vesta, dem zweitgrößten Asteroiden und drittgrößten Himmelskörper des Hauptgürtels.
(125076) Michelmayor ist nach dem Schweizer Astronomen Michel Mayor benannt, der mit Dimidium (51 Pegasi b) den ersten Exoplaneten entdeckte. Die Benennung des Asteroiden erfolgte am 21. August 2013.